# Mathbaria
Mathbaria è un sottodistretto (upazila) del Bangladesh situato nel distretto di Pirojpur, divisione di Barisal. Si estende su una superficie di 353,25 km² e conta una popolazione di 253.915 abitanti (dato censimento 1991).